# روبوت الحركة الخطية

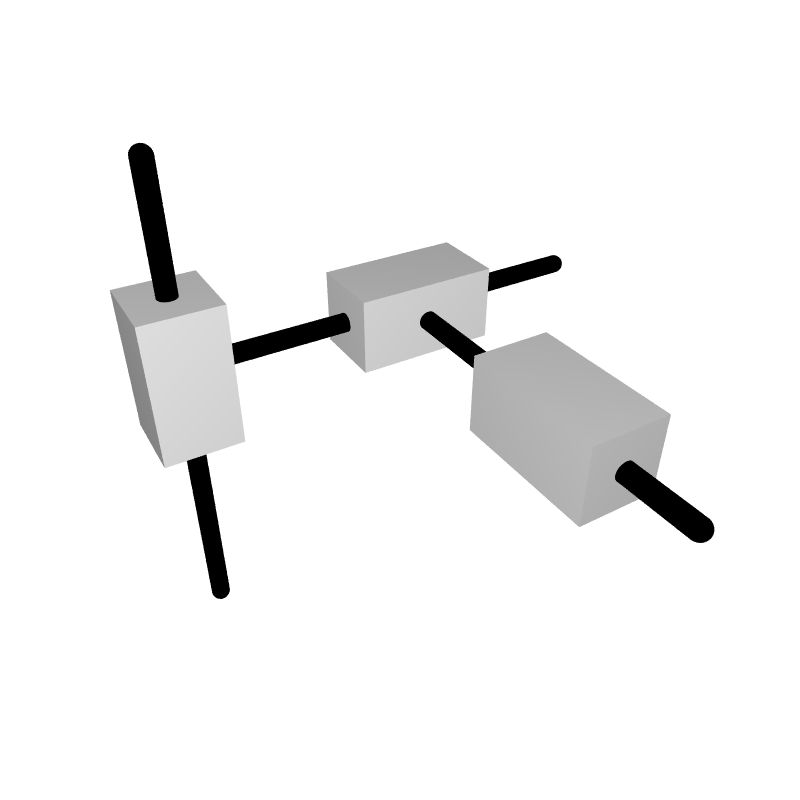
رسم تخطيطي لروبوت ديكارتي يميني

روبوت الحركة الخطية ويعرف أيضا باسم الروبوت الديكارتي وهو روبوت صناعي يتكون من ثلاث وصلات كل منها تتحرك حركة خطية باتجاه أحد المحاور الإحداثية وفق الإحداثيات الديكارتية. وتتوضع كل وصلة على يمين الوصلة التي قبلها أو على يسار التي قبلها وفق التصميم.
من أكثر الاستخدامات شيوعاً لاستخدام هذا الروبوت هو تحكم رقمي باستخدام الحاسوب CNC حيث يمكن أن تتحرك على سبيل المثال الفرش ضمن المستوي XY و قلم القطع يتحرك على المحور Z ..: